# Будинок, де жив Юлійс Феддерс
Будинок, де мешкав Юлійс Феддерс — Пам'ятка історії місцевого значення в Ніжині. Наразі тут розміщується Ніжинський міжрайонний відділ лабораторних досліджень.

## Історія
Рішенням виконкому Чернігівської обласної ради народних депутатів трудящих від 17.11.1980 № 551 надано статус «пам'ятника історії місцевого значення» з охоронним № 118 під назвою «Будинок, де мешкав видатний латиський художник Ю. І. Феддерс (1838—190 рр.)». Встановлено інформаційну дошку.

## Опис
Будинок збудований наприкінці ХІХ століття. Одно-двоповерховий, кам'яний, прямокутний у плані будинок. До одноповерхового обсягу з півдня примикає двоповерховий. Фасад асиметричний. За лінію фасаду виступають бічні та центральні ризаліти. Фасад розчленовують пілястри, завершує карниз.
У зв'язку з навчанням сина Георгія у Ніжинському історико-філологічному інституті, Юлійс Феддерс із сім'єю у 1905 році оселився у Ніжині. У цьому будинку 1905—1909 років жив Юлійс Феддерс — латиський живописець, один із основоположників реалістичного пейзажного живопису. Тут помер і похований (могила Ю. Феддерса).
У 1977 році на фасаді будинку було встановлено меморіальну табличку Ю. Феддерсу.